# Amphipyra livida
Amphipyra livida là một loài bướm đêm thuộc họ Noctuidae. Nó được tìm thấy ở miền trung và miền nam châu Âu, although strays are known from further north. It is also có ở Anatolia tới Hàn Quốc, Trung Quốc và Nhật Bản.
Sải cánh dài 39–45 mm. Adults are mainly on wing từ tháng 8 đến tháng 10.
Ấu trùng ăn các loài low-growing plants, như Taraxacum và Hieracium. Ấu trùng có thể tìm thấy từ tháng 4 đến tháng 7. The khác nhau overwinters as an egg.

## Hình ảnh

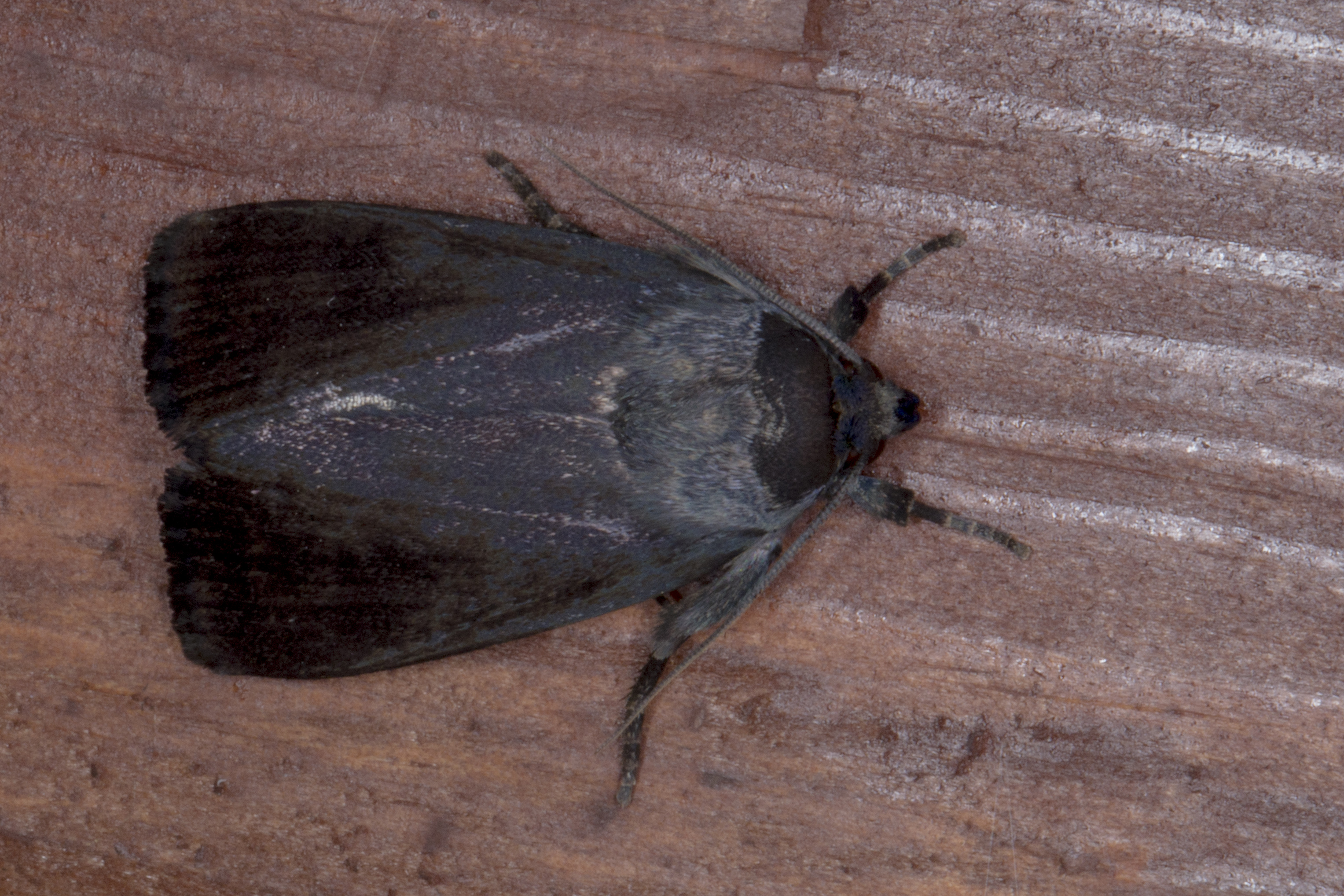

## Phụ loài
- Amphipyra livida livida
- Amphipyra livida corvina (Japan)